# Járnsaxa
En la mitología nórdica, Jarnsaxa es una gigante. De acuerdo con Skáldskaparmál, Edda prosaica de Snorri Sturluson, era la amante de Thor. Junto con él, fue madre de Magni. Otra fuente que hace referencia a este nombre es Hyndluljóð, Edda poética en donde Jarnsaxa es mencionada como una de las madres de Heimdall. Su nombre significa «armada con espada de hierro».